# 陳玫君
陳玫君（1967年—），台灣彰化人， 紀錄片導演，畢業於北一女中、國立台灣大學圖書館學系，南加州大學視覺人類學碩士。陳玫君從1994年開始創作生涯，製作紀錄片，其作品累計在世界主要影展及100多家電視台播放。

## 榮譽
- 洛杉磯現代藝術展評審委員
- 美國電影協會 (AFI)影展之選片委員
- 美國公共電視台之獨立製片 (ITVS) 甄選委員
- 哥倫比亞製片場擔任電視紀錄片之製片
- 美國洛杉磯時報及每日綜藝報等對作品評價為「精緻並充滿人文及社會關懷」
- 林肯中心及紐約文化局頒發「最傑出亞洲藝術家獎」
- 美國女性電影協會頒發「榮譽獎」[1]

## 作品
- 《好萊塢旅店》（1994年）
- 《梅蘭芳的世界》（2000年）[2]
- 《少林尤里西斯》（2002年）
- 《南管女子》（2007年）
- 《不能說的江湖秘密》（2008年）
- 《超級遊艇》（2011年）
- 《黑人功夫紀事》（2012年）[3]
- 《李香蘭的世界》（2015年）[4]
- 《林北小舞》（2017年）[5]
- 《叫我驅魔男神》（2024年）

## 註腳
1. 1 2  . 散文吧. 2016-09-08  [2021-12-06]. （原始内容存档于2017-09-14） （中文（中国大陆））.
2. ↑  .   [2017-09-08]. （原始内容存档于2019-06-10）.
3. ↑  .   [2017-09-13]. （原始内容存档于2019-06-10）.
4. ↑  .   [2017-09-07]. （原始内容存档于2019-06-05）.
5. ↑  .   [2017-09-07]. （原始内容存档于2019-06-09）.

## 外部連結
- 紀錄片導演陳玫君 《林北小舞》顯露身手 （页面存档备份，存于）
- 陳玫君的深度電影解讀與浪漫情書——《李香蘭的世界》 （页面存档备份，存于）
- 陳玫君講述《李香蘭的世界》
- 訪問美國首播陳玫君導演《不能說的秘密》紀錄片 （页面存档备份，存于）
- 《梅蘭芳的世界》電影介紹 （页面存档备份，存于）
- 陳玫君分享《林北小舞》拍片心得 （页面存档备份，存于）
- 陳玫君出席座談《林北小舞》
- 中國國際女性影展《陳玫君導演》
- 《黑人功夫紀事》華商紀錄片導演 全美播出 （页面存档备份，存于）
- 紐約亞影揭幕 陳玫君隨《林北小舞》登台 （页面存档备份，存于）